# Яркі-Хорватичеві
Яркі-Хорватичеві (хорв. Jarki Horvatićevi) — населений пункт у Хорватії, в Вараждинській жупанії у складі міста Вараждинське Топлиці.

## Населення
Населення за даними перепису 2011 року становило 47 осіб.
Динаміка чисельності населення поселення:

## Клімат
Середня річна температура становить 10,19 °C, середня максимальна – 23,82 °C, а середня мінімальна – -5,70 °C. Середня річна кількість опадів – 852 мм.
| Клімат поселення                              | Клімат поселення | Клімат поселення | Клімат поселення | Клімат поселення | Клімат поселення | Клімат поселення | Клімат поселення | Клімат поселення | Клімат поселення | Клімат поселення | Клімат поселення | Клімат поселення | Клімат поселення |
| Показник                                      | Січ.             | Лют.             | Бер.             | Квіт.            | Трав.            | Черв.            | Лип.             | Серп.            | Вер.             | Жовт.            | Лист.            | Груд.            |                  |
| Середній максимум, °C                         | 5,68             | 7,38             | 11,74            | 15,86            | 20,84            | 23,82            | 23,11            | 22,60            | 18,60            | 13,82            | 8,24             | 4,46             |                  |
| Середня температура, °C                       | 0,00             | 1,69             | 6,05             | 10,18            | 15,14            | 18,14            | 19,84            | 19,30            | 15,30            | 10,54            | 4,96             | 1,18             |                  |
| Середній мінімум, °C                          | −5,7             | −4,01            | 0,36             | 4,48             | 9,45             | 12,45            | 16,54            | 16,03            | 12,02            | 7,26             | 1,68             | −2,11            |                  |
| Норма опадів, мм                              | 42               | 45               | 55               | 67               | 73               | 98               | 86               | 88               | 82               | 79               | 78               | 59               |                  |
| Середньомісячна швидкість вітру, м/с          | 2.09             | 2.30             | 2.66             | 2.60             | 2.43             | 2.20             | 2.10             | 1.90             | 1.94             | 2.00             | 2.13             | 2.12             |                  |
| Середньомісячна сонячна радіація, кДж/м²·день | 4093             | 6806             | 10565            | 14902            | 19049            | 20881            | 21557            | 18894            | 13942            | 8693             | 4580             | 3305             |                  |
| --------------------------------------------- | ---------------- | ---------------- | ---------------- | ---------------- | ---------------- | ---------------- | ---------------- | ---------------- | ---------------- | ---------------- | ---------------- | ---------------- | ---------------- |
| Джерело:                                      |                  |                  |                  |                  |                  |                  |                  |                  |                  |                  |                  |                  |                  |